# Sidney Sonnino
Sidney Costantino Sonnino (Pisa, 11 marzo 1847 – Roma, 23 novembre 1922) è stato un politico italiano.
Nato da padre di origini ebraiche e da madre britannica, era anglicano. Ministro delle finanze e ministro del tesoro del Regno d'Italia dal 1893 al 1896, riportò il bilancio dello Stato al pareggio e si oppose alla dispendiosa politica aggressiva di Francesco Crispi in Etiopia.
Fu liberale conservatore ed esponente della Destra storica. Fu inoltre meridionalista e si occupò delle problematiche della classe contadina. Nel 1897 intravide nel clericalismo cattolico e nel socialismo delle minacce per il Paese e sostenne la necessità di un maggiore rispetto dello Statuto albertino con una piena restaurazione del potere esecutivo da parte del re.
Fu presidente del consiglio dei ministri dall'8 febbraio al 29 maggio 1906 e dall'11 dicembre 1909 al 31 marzo 1910.
Nel 1914 divenne ministro degli affari esteri e con tale carica, che conservò fino al 1919, condusse le trattative che portarono alla firma del Patto di Londra. Con tale accordo l'Italia si impegnò ad entrare nella prima guerra mondiale contro l'Austria. Dopo la vittoria, alla conferenza di pace, partecipò alle trattative rivendicando per l'Italia i territori promessi dal Patto di Londra contro la posizione degli Stati Uniti.

## Biografia

### Le origini e la gioventù (1847-1873)
Sidney Sonnino era figlio di un commerciante di origine ebraica residente per lunghi anni in Egitto, Isacco Saul Sonnino (1803-1878), a cui il 29 novembre 1862 fu concesso il titolo di Barone. Sua madre, britannica, era Georgiana Sophia Arnaud Sonnino, nata Dudley (1823-1907). Sidney, di confessione anglicana, ereditò il nome dal nonno materno, Sidney Tery.
Con il fratello Giorgio (1844-1921) conseguì con brillanti risultati l'ammissione al secondo corso del liceo Dante di Firenze e successivamente la licenza. Tornato a Pisa nel 1862, ridusse i corsi universitari a tre anni così come aveva ridotto a due il liceo. Laureatosi a pieni voti e con lode nel 1865 in diritto internazionale, manifestò il suo futuro temperamento nella ritrosia a prendere parte al banchetto di rito e a prestarsi alla fotografia di gruppo.
Nel 1866, di fronte all'imminente guerra contro l'Austria, il diciannovenne Sonnino vedeva come fondamentali i collegamenti fra politica interna ed estera, rammaricandosi che l'Italia fosse tanto giovane e debole internamente in un momento così delicato.
Dopo la delusione per la modesta prova bellica del suo Paese nella terza guerra di indipendenza e dopo aver tentato la professione di avvocato, grazie alla sua brillante laurea in diritto internazionale, nel 1867 optò per la diplomazia. Fu alle ambasciate di Madrid, Vienna, Berlino e si trovò in Francia nel turbinoso periodo del 1870 (guerra franco-prussiana). Fu di nuovo a Madrid e poi trasferito a San Pietroburgo, la cui residenza non volle accettare abbandonando nel 1873 la diplomazia. L'anno prima, intanto, aveva fatto pubblicare Del governo rappresentativo in Italia, dove già si esprimeva negativamente sugli eccessi del parlamentarismo e sui compromessi a cui il capo del governo doveva ricorrere per mantenere la carica. Compromessi e sotterfugi che non consentivano all'esecutivo di seguire una linea politica.

### Politico e giornalista (1873-1880)

Da sinistra: Sonnino, Nicola Mameli e Giustino Fortunato.

Tornato in Italia, riprese gli studi politici interessandosi alla condizione dei contadini della sua regione, la Toscana. Tradusse varie opere di autori anglosassoni fra cui Principi fondamentali dell'Economia politica dell'irlandese John Elliot Cairnes.

#### L'inchiesta sulla Sicilia
Allievo dello storico e meridionalista Pasquale Villari, Sonnino nel 1876 partì per la Sicilia allo scopo di studiare la situazione dell'agricoltura locale, anche nel timore che un mancato miglioramento della condizione delle masse rurali avrebbe portato allo scontro di classe. Il risultato fu l'inchiesta, pubblicata nel 1877 in due volumi, redatta con l'amico Leopoldo Franchetti, La Sicilia nel 1876, che costituì la base di tutti gli studi successivi e dei provvedimenti legislativi sulla materia. In essa vennero evidenziati gli aspetti negativi del latifondo e denunciato l'assenteismo dei proprietari terrieri dell'Italia meridionale.
Per esporre con maggiore efficacia le sue tesi, Sonnino nel 1878 fondò assieme a Franchetti la rivista Rassegna settimanale, in cui sostenne il mantenimento della società nella forma dell'epoca, con un potere forte, ma a condizione di graduali concessioni di riforme sociali.
L'esordio in politica per Sonnino risale al luglio 1877, quando venne eletto nel consiglio comunale di Montespertoli, comune per il quale fu nominato sindaco nell'agosto seguente. Manterrà tale carica fino al 1882, mentre quella di consigliere comunale sarà sua fino alla fine della sua carriera politica nel 1920, con l'eccezione degli anni tra il 1893 e il 1895, quando non venne eletto. Nel 1878, alle elezioni provinciali fiorentine, venne eletto consigliere per il mandamento di San Casciano e manterrà tale carica fino al giugno 1914.

### Deputato (1880-1893)

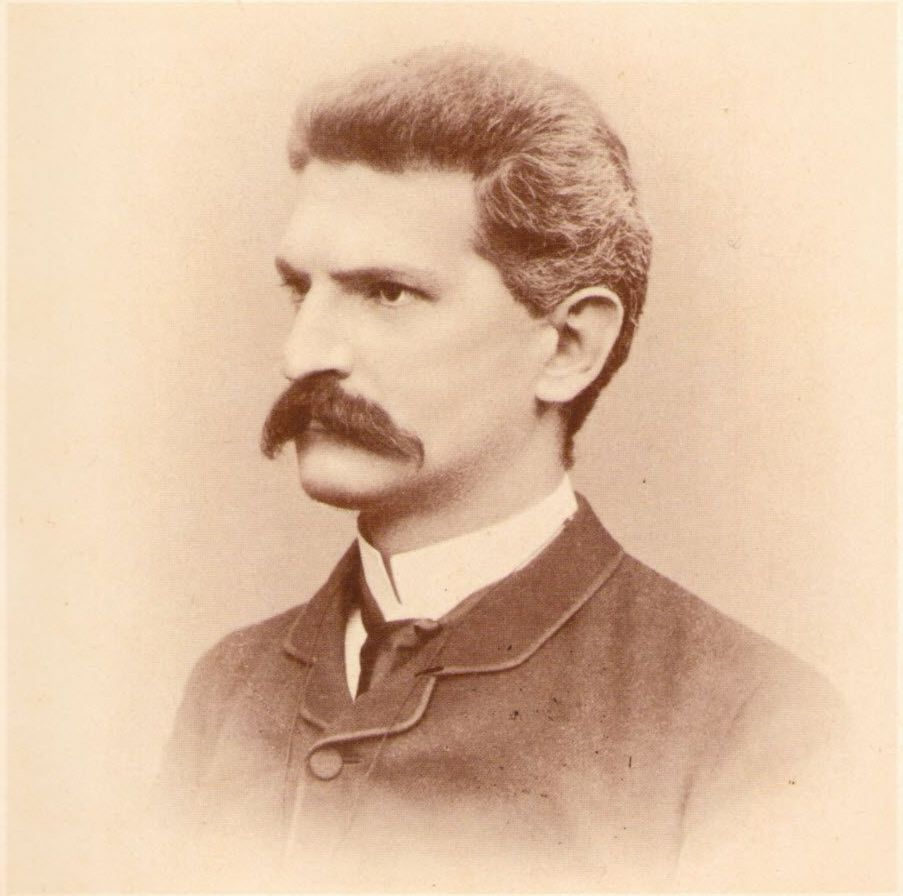
Sidney Sonnino si occupò intensamente della questione meridionale, sia come giornalista che come politico.

L'ancora giornalista Sonnino approdò definitivamente alla politica nazionale il 16 maggio 1880 venendo eletto deputato per il seggio di San Casciano in Val di Pesa nella XIV legislatura. Schierandosi con la destra moderata fu rieletto nel Collegio IV di Firenze (che comprendeva quello d'origine) fino alla XXIV legislatura inclusa (1913). Durante tale periodo Sonnino rappresentò, assieme a Emanuele Fenzi, uno dei principali promotori della tranvia del Chianti.
Del primo periodo in Parlamento si segnalano diversi interventi a favore della classe contadina, come il discorso del 7 maggio 1883 che denunciava le condizioni dei lavoratori del riso e più ancora dei miserabili della Campagna romana, costretti a vivere in luride grotte senza luce.
Importante anche il suo discorso del luglio 1890, sulle leggi sociali, nel quale con osservazione dei fatti, ammonì i ricchi oziosi definendoli “vera piaga corruttrice della società”. Ancora il 24 aprile 1883 argomentò in Parlamento sulle condizioni sanitarie delle abitazioni rurali in alcune province del Regno; e il 28 aprile 1891, a proposito della legge per il Risanamento di Napoli, invocò abitazioni salubri per la povera gente.

#### La politica estera
Diffidente per quello che avrebbe rappresentato l'influenza della Terza Repubblica francese sul Regno d'Italia, Sonnino in quegli anni appoggiò risolutamente l'idea di far uscire il suo Paese dall'isolamento con l'ingresso in un'alleanza con Austria e Germania. Appena eletto deputato, già il 29 maggio 1881, nella sua Rassegna settimanale esaminava le questioni di Trieste e Trento dimostrandosi contrario all'irredentismo.
Nel discorso in Parlamento del 6 dicembre dello stesso 1881 si spinse oltre, dichiarando che chi vuole la pace deve mostrarsi pronto alla guerra auspicando un patto con Austria e Germania. Ciò in linea con il governo Depretis, che concluse la Triplice alleanza l'anno dopo nello spirito difensivo auspicato da Sonnino.
In quello stesso anno però egli definì un'occasione mancata l'invito inglese, disatteso da Depretis, di collaborare ad una spedizione europea in Egitto devastato dalle sommosse. Nel 1885, d'altronde, Sonnino si dichiarò favorevole al colonialismo. Egli condivideva su questi temi le idee di Francesco Crispi del quale appoggiò la politica filogermanica quando, nel 1887, quest'ultimo divenne Presidente del Consiglio.

#### Sottosegretario
Ma gli Affari esteri avrebbero impegnato Sonnino a tempo pieno solo diversi anni dopo. Sin dalla sua seconda elezione infatti (novembre 1882) egli fu chiamato a far parte della giunta generale del bilancio, la quale gli affidò il delicato compito della relazione delle entrate. Nella successiva legislatura (la XVI) fu ancora nominato l'8 gennaio 1889 sottosegretario di Stato per il tesoro, entrando così nel primo governo di Francesco Crispi. In questo breve periodo (che durò fino al 9 marzo 1889) Sonnino subì l'influsso del ministro Costantino Perazzi il cui rigore gli fu da guida nelle successive cariche.

### Ministro delle finanze e del tesoro (1893-1896)
Caduto il primo governo di Giovanni Giolitti nel 1893 per lo scandalo della Banca Romana, dopo concitate trattative con Zanardelli, Re Umberto decise di optare per Crispi che il 15 dicembre 1893 formò il suo terzo governo. Sidney Sonnino fu nominato ministro delle finanze e ministro del tesoro.

#### Il risanamento economico

Francesco Crispi, il primo ad affidare un ministero a Sonnino. Entrambi erano filogermanici e favorevoli al colonialismo.

Due mesi dopo, di fronte alla grave crisi finanziaria che colpiva il Paese, il 21 febbraio 1894 il neo-ministro Sonnino annunciò alla Camera il suo programma di risanamento. Tenendo conto che il deficit ammontava a 155 milioni di lire, che non si poteva tagliare spese che per 27 milioni e che l'Italia non poteva contrarre prestiti, egli decise, coraggiosamente, di aumentare le tasse. Le sue proposte si sforzarono tuttavia di essere socialmente eque. Egli propose a carico delle classi ricche un'imposta sul reddito e la reintroduzione dei due decimi dell'imposta fondiaria; un aumento della tassa sul sale, che avrebbe colpito le classi meno abbienti; e infine un aumento dell'imposta sugli interessi dei Buoni del tesoro, a carico soprattutto delle classi medie.
Il dibattito parlamentare sul programma di Sonnino si aprì il 21 maggio 1894. L'opposizione alle sue proposte fu vigorosa, sia da parte dell'estrema sinistra sia da parte dei proprietari terrieri. Crispi fece appello al patriottismo dei deputati, ma la Camera si spaccò e il governo ottenne un'esigua maggioranza. La sera del 4 giugno Sonnino si rese conto che la sua posizione stava divenendo insostenibile e diede le dimissioni. Immediatamente Crispi annunciò la caduta dell'intero governo.
Re Umberto rinnovò il mandato a Crispi che il 14 giugno 1894 presentò il suo nuovo esecutivo alla Camera. Crispi sostituì Sonnino con Boselli alle finanze e mantenne il primo al tesoro. Due giorni dopo, il 16 giugno, subì un attentato che fallì. L'episodio rafforzò enormemente la posizione di Crispi e a luglio si poté approvare la tassa del 20% sugli interessi sui Buoni del tesoro.
Questo provvedimento, chiave di volta della legge di Sonnino, fu il modo per arrivare al pareggio del bilancio. Si trattò di una vittoria che allontanò l'Italia dalla crisi e preparò la via della ripresa economica. A tale riguardo Sonnino aveva voluto introdurre la riforma anche per incoraggiare gli italiani ad investire in titoli meno sicuri ma più vantaggiosi per l'imprenditoria privata, come i titoli industriali.

#### La crisi con la Francia
La grave crisi diplomatica fra l'Italia e l'Etiopia, confinante con la colonia italiana dell'Eritrea che si determinò dal 1890, portò anche ad una crisi europea a causa dei rifornimenti d'armi che la Francia elargiva all'imperatore etiope Menelik II.
Con l'inizio della guerra di Abissinia, Sonnino, nel 1895, difese per ragioni finanziarie una politica coloniale di prudenza. Crispi invece, nel timore di uno scontro anche con la Francia, il 24 ottobre 1895 parlò di potenziare il programma degli armamenti. Ciò era finanziariamente impossibile ribatté Sonnino, visto che il governo doveva difendere il pareggio di bilancio, che tutti i risparmi erano già stati fatti e che era politicamente impossibile aumentare le tasse. Dopo ulteriori insistenze tuttavia, il 13 novembre, il ministro del tesoro acconsentì ad un esborso di 3 milioni per l'esercito e 1 milione per la marina (cifre irrisorie se paragonate a quelle della campagna d'Africa in corso). La guerra europea, alla fine, non ci fu.

#### La guerra di Abissinia

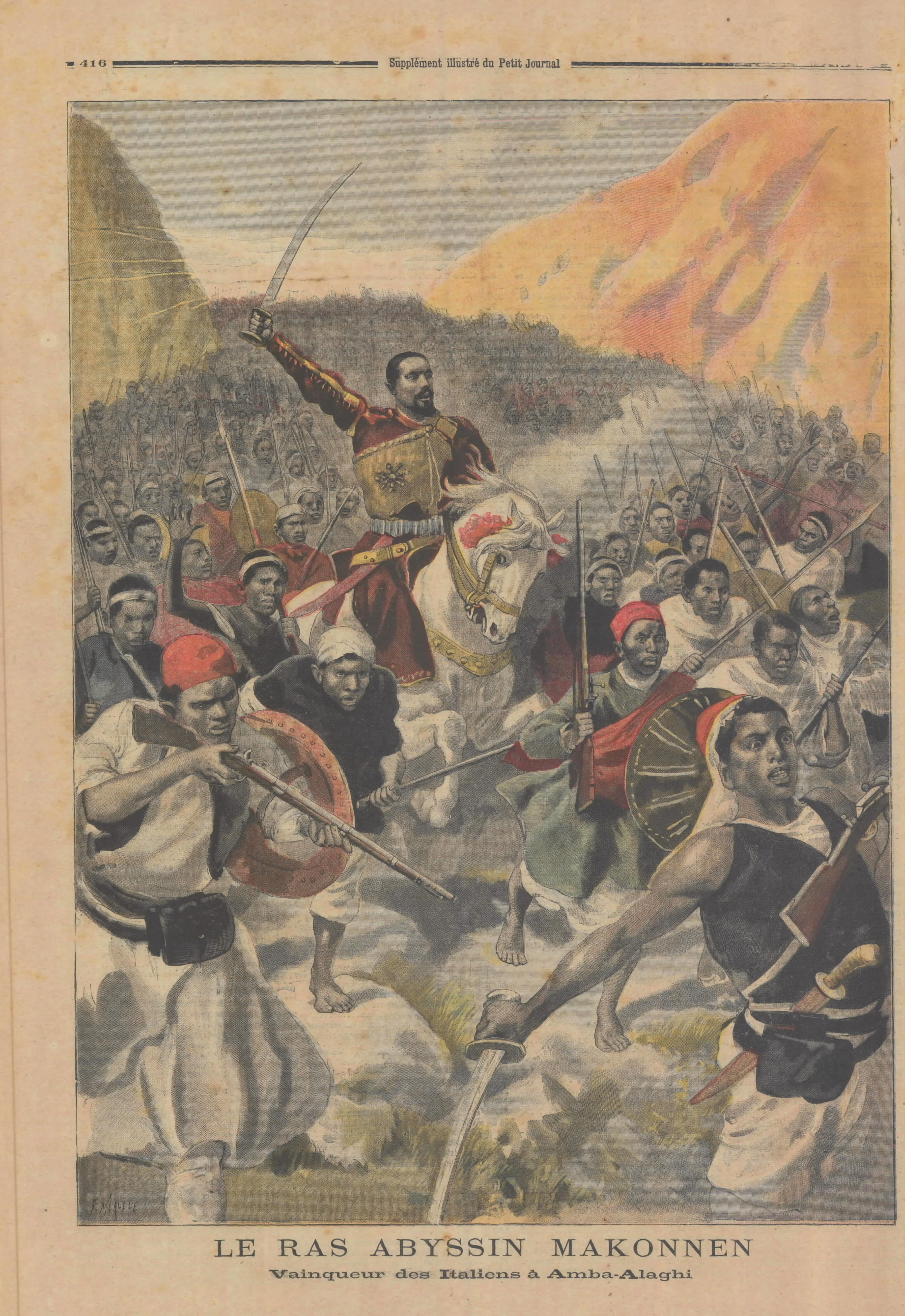
Il giornale francese Le Petit Journal riporta la vittoria etiope dell'Amba Alagi (1895). Sonnino contrastò l'imprudente politica di Crispi in Africa.

Nel gennaio del 1895 intanto le truppe italiane erano entrate nella regione di Tigrè in Etiopia settentrionale. Dopo la sconfitta dell'Amba Alagi a dicembre, Crispi approntò i piani per richiamare altri 25.000 uomini alle armi. Sonnino, non informato preventivamente, chiese le dimissioni ma Crispi le respinse assicurando il ministro che l'esercito si sarebbe tenuto sulla difensiva.
Con l'occupazione etiope dell'avamposto italiano di Macallè (gennaio 1896), Crispi fu sopraffatto dall'ambizione e parlò di ottenere una vittoria decisiva. La stampa montava l'opinione pubblica e dopo la richiesta di ulteriori rinforzi, il 7 febbraio 1896 Sonnino ebbe un grave alterco con Crispi.
Il giorno dopo in un Consiglio dei Ministri “tempestosissimo” Sonnino espose le maggiori spese che si richiedevano per la prosecuzione della Campagna: 64 milioni non compresi nel bilancio, e combatté vivamente i progetti di altre spedizioni. Di fronte alle offerte di pace del nemico, intanto pervenute, sottolineò l'importanza di dimostrare che la colpa di ogni ulteriore prosecuzione della guerra non doveva apparire dell'Italia. Crispi tentò di nascondere l'esistenza delle offerte di pace e accusò Sonnino di aver negato i mezzi finanziari incolpandolo degli avvenimenti. Sonnino ribatté che la guerra era stata annunciata come difensiva e fu sostenuto dai ministri Giuseppe Saracco e Costantino Morin. Al termine del Consiglio, durato quattro ore, si deliberò che il comandante della spedizione Oreste Baratieri avrebbe bloccato l'avanzata delle truppe su Assab e iniziato le trattative con gli etiopi.
Interrotte quasi subito queste ultime, Baratieri propose di ritirarsi. Il 21 febbraio 1896, di fronte alle dichiarazioni del ministro della guerra Mocenni che senza ulteriori rinforzi si rischiava la catastrofe, Sonnino accettò le decisioni del Consiglio dei Ministri per una sostituzione di Baratieri e per l'invio di altri 10.000 soldati. Crispi lo ringraziò e propose una spedizione nell'Harar o in Somalia, ma Sonnino non ne volle sapere dicendosi preoccupato unicamente di salvare la colonia dell'Eritrea.
Il 1º marzo l'esercito italiano fu definitivamente sconfitto ad Adua e il governo Crispi cadde quattro giorni dopo e con lui l'incarico a Sonnino.

#### Torniamo allo Statuto
Offeso dal crollo di prestigio dell'Italia ed esasperato dai giochi di potere parlamentari, Sonnino riordinò le sue idee nell'articolo Torniamo allo Statuto in cui si chiedeva una lettura più restrittiva dello Statuto albertino allora in vigore come carta costituzionale del Paese.
Nell'articolo, pubblicato il 1º gennaio 1897 sulle pagine di Nuova Antologia, Sonnino sostenne che per salvare lo Stato liberale dal socialismo e dal clericalismo ed eliminare l'inefficienza delle istituzioni bisognava tornare ad una rigida interpretazione della Carta del 1848. Specificatamente auspicò una restaurazione dei poteri del re e una riaffermazione della responsabilità del governo unicamente nei confronti del sovrano.
L'articolo ebbe una notevole risonanza ma, per il suo contenuto anacronistico, non un seguito parlamentare.

### I governi di Destra (1896-1900)
Dopo la caduta di Crispi si susseguirono dal marzo 1896 al giugno 1898 ben quattro governi guidati dall'esponente di destra Antonio di Rudinì che alla fine si dimise di fronte ai gravi moti del maggio 1898 ai quali erano seguite le disposizioni di stato d'assedio.
Durante questo periodo si sviluppò la crisi di Creta che, ribellatasi nel 1897 all'Impero ottomano, ottenne uno statuto autonomo dopo l'intervento in suo favore di Gran Bretagna, Francia, Russia e Italia. Sonnino sostenne le ragioni dei rivoltosi affermando in un discorso in Parlamento (12 aprile 1897) la necessità di mobilitarsi di fronte alla comunità internazionale a favore di qualunque nazionalismo, trovando in questo principio le ragioni dell'esistenza del Regno d'Italia.
Dopo la fallimentare esperienza di Rudinì prese la guida del Paese il generale Luigi Pelloux. Questa fu l'occasione per Sonnino (21 febbraio 1899) di schierarsi contro le leggi eccezionali promulgate da Rudinì e di tutte le regolamentazioni di stato d'assedio in tempo di pace. Il secondo governo Pelloux del 1899-1900 risentì sensibilmente dell'indirizzo politico di Sonnino che ormai raccoglieva intorno a sé una buona parte dell'area conservatrice-liberale.
Egli, nella breve vita del secondo governo Pelloux, si batté principalmente per l'approvazione del decreto legge che sostituiva i provvedimenti bloccati dall'ostruzionismo parlamentare da lui considerato la negazione del diritto della maggioranza di decidere. Ma di fronte a questa e ad altre iniziative il governo dovette cedere ad una vera mobilitazione dei deputati.

### A capo dell'opposizione conservatrice (1900-1906)

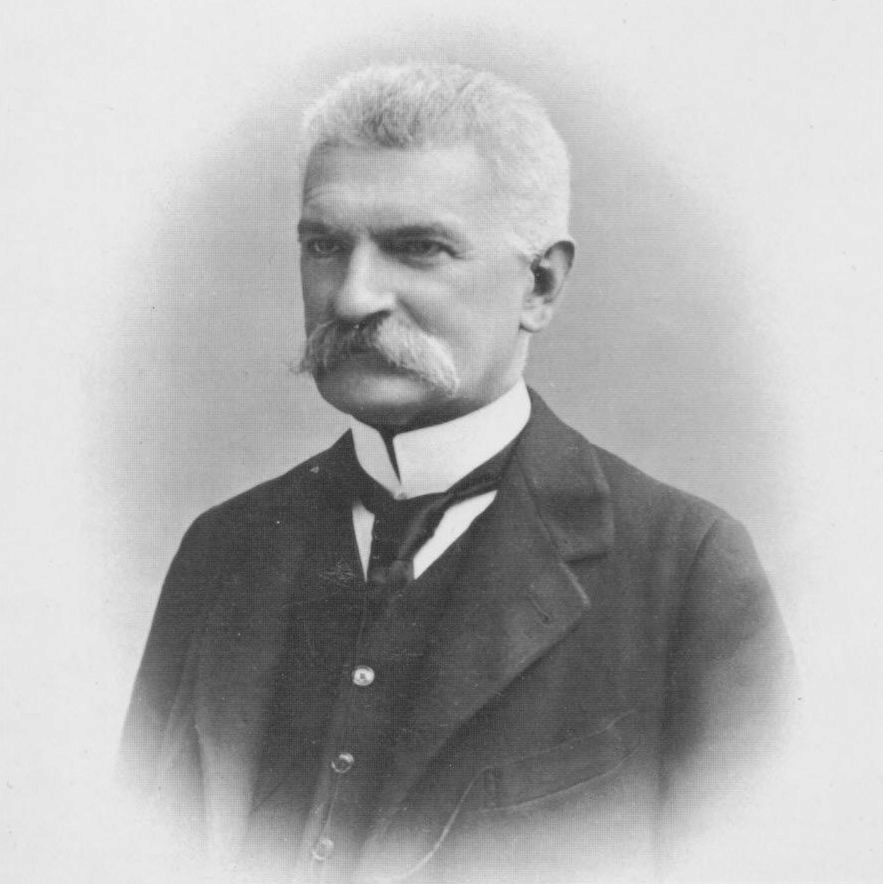
Sidney Sonnino nei primi anni del XX secolo.

Con le elezioni del 1900, che registrarono un aumento dei socialisti, Umberto I affidò al moderato Giuseppe Saracco la guida del governo. Fu una delle sue ultime decisioni perché il 29 luglio dello stesso anno fu assassinato. Durante questa legislatura (che durò fino al 1904) e quella successiva Sonnino guidò l'opposizione liberal-conservatrice sostenuto dal quotidiano Il Giornale d'Italia che nacque nel novembre del 1901 da un suo progetto condiviso con Antonio Salandra.
Nel corso degli avvenimenti che in quegli anni videro la diplomazia italiana sempre più avvicinarsi alla Francia, Sonnino passò da una prima fase di diffidenza ad un giudizio negativo riguardo a tale politica. Rispetto al ministro degli esteri Prinetti egli infatti sostenne l'esigenza di uno stretto, sicuro e stabile rapporto con i Paesi della triplice alleanza.

#### I contratti agrari
Nel 1901 Sidney Sonnino si manifestò contrario alle tasse sui valori industriali e contrario alle tasse di successione, perché contribuivano alla svalutazione della proprietà immobiliare di quella parte del Paese, il Mezzogiorno, oggetto di un'importante riforma che presentò in quel periodo.
Fra il 1900 e il 1902, infatti, Sonnino si fece iniziatore della proposta di legge sui contratti agrari proponendo per il Mezzogiorno una larga riforma con la quale si chiedeva l'intervento dello Stato a difesa del colono costretto ad accettare contratti che lo privavano della giusta remunerazione. Il 26 novembre 1902 presentò la proposta di legge relativa ottenendo la firma di altri 35 deputati. Essa prevedeva la diminuzione dell'imposta fondiaria, la facilitazione del credito agrario, la diffusione dell'enfiteusi e il miglioramento dei contratti agrari allo scopo di combinare gli interessi dei contadini con quelli dei proprietari; veniva inoltre introdotto il principio della garanzia data dal proprietario ai prestiti fatti dai coloni. Ma il provvedimento non passò.
Rientrata la politica estera italiana nei ranghi dell'alleanza, nel 1904 Sonnino tornò ad interessarsi con passione alla questione rurale. Nel discorso del 13 febbraio, in riferimento alla presentazione di un disegno di legge del Presidente del Consiglio Zanardelli a favore della Basilicata, pur dichiarando il suo appoggio, criticò il provvedimento definendolo un'occasione mancata per risolvere i problemi strutturali del Mezzogiorno. Sonnino illustrò anche alcune proposte, fra le quali la promozione dell'enfiteusi.

### Le esperienze come presidente del Consiglio (1906-1910)

#### Il primo governo Sonnino

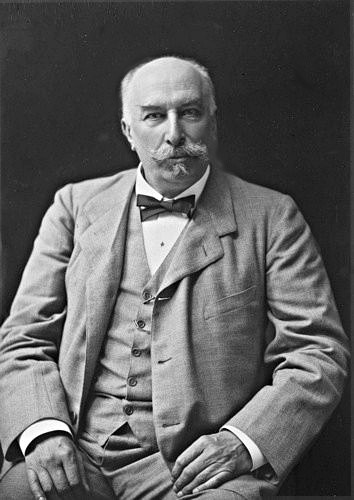
Giovanni Giolitti, il principale avversario politico di Sonnino

Caduto il secondo governo Fortis all'inizio del 1906 dopo quattro crisi in cinque anni, Vittorio Emanuele III affidò il compito di formare un nuovo governo a Sidney Sonnino, oppositore della maggioranza giolittiana. Ciò fu possibile più per i disaccordi avvenuti nella maggioranza che per la possibilità da parte del nuovo esecutivo di ottenere un consistente appoggio parlamentare. Sonnino fu quindi costretto, dopo lunghe trattative, a costituire una compagine eterogenea.
Tuttavia, per i trascorsi di Sonnino, l'aspettativa nel campo delle riforme era notevole e, in buona parte, sopravvalutata vista la debolezza dell'appoggio parlamentare. Tale debolezza si concretizzò sia nella novità costituita dall'ingresso dei radicali nel governo, sia nel programma che poneva al centro dell'interesse la questione meridionale, sia nell'appoggio esterno ed occasionale dei socialisti. A ciò si aggiungeva l'avversione da parte delle forze più dinamiche dell'economia e dei grandi proprietari terrieri meridionali.
Il primo governo Sonnino ebbe infatti vita brevissima, durando dall'8 febbraio 1906 sino al 18 maggio seguente, giorno delle dimissioni. Tecnicamente l'esecutivo cadde per un puntiglio dello stesso Sonnino, che chiese alla commissione parlamentare che si occupava del riscatto da lui stipulato per le Ferrovie Meridionali di riferire entro otto giorni. La proposta parve intesa a forzare la mano, ci furono delle proteste e delle richieste di rinvio ma Sonnino fu irremovibile e il parlamento gli tolse il consenso.
In questo breve periodo al potere, Sonnino gestì una buona parte dell'azione italiana alla conferenza di Algeciras (16 gennaio - 7 aprile 1906) sulla diatriba franco-tedesca sul Marocco. In questa occasione egli condivise e appoggiò la linea di conciliazione e di amicizia con la Francia dell'inviato italiano Visconti Venosta.

#### Sulla crisi bosniaca
Un ulteriore e significativo intervento in politica estera di Sonnino si ebbe in occasione dell'annessione austriaca della Bosnia nel 1908 senza che l'alleato italiano avesse avuto voce in capitolo né ricompense. A dicembre Sonnino si dichiarò ancora sostenitore della Triplice alleanza, ma aggiunse, rivolto all'Austria, di auspicare maggiori reciproci riguardi fra alleati e, rivolto all'Italia, che viene più facilmente trascurato chi è disarmato e i suoi interessi messi in secondo piano, nonostante le alleanze e i trattati che ha stipulato.
Con questo spirito, fiducioso nel mezzo e nell'arma aerea, Sonnino fra il 1907 e il 1908 partecipò a Roma alla fondazione del Club Aviatori, che confluirà poi con un'analoga iniziativa milanese nell'Aero Club d'Italia nel 1911.

#### Il secondo governo Sonnino
Di fronte ad una forte opposizione dell'ala conservatrice del Parlamento che non accettò alcune disposizioni di ordine economico, nel dicembre 1909 cadeva il terzo governo Giolitti. Di conseguenza fu indicato per la formazione del nuovo esecutivo l'onorevole Sonnino, che assunse la carica di Presidente del Consiglio l'11 dicembre 1909. La compagine dei ministri rispondeva alla causa per cui si era originata, era cioè un governo prettamente conservatore.
Forte dell'esperienza del breve governo precedente, Sonnino, temendo le trappole degli oppositori, non chiese il voto di fiducia, limitandosi a domandare che si aspettasse a giudicarlo dai fatti. Questa strada, all'epoca percorribile, era chiara ma meno adatta a vincolare i voti dei dubbiosi. Il programma fu esposto il 10 febbraio: vi si comprendevano tributi locali, istruzione, riduzione della ferma militare, Banca del Lavoro e istituzione del Ministero delle Ferrovie.
Sonnino però dovette subito affrontare il problema delle convenzioni sulla riorganizzazione e il potenziamento dei trasporti marittimi. Su questo tema era caduto il precedente governo e, per evitare molte delle opposizioni, Sonnino propose una soluzione ridotta. Le resistenze, tuttavia, continuarono e il consiglio di Giolitti di rinviare la discussione per escogitare il modo di battere l'opposizione non fu accolto da Sonnino che il 31 marzo 1910, senza aspettare la votazione, presentò le dimissioni.

### Dalla Guerra italo-turca allo scoppio della Grande guerra (1910-1914)

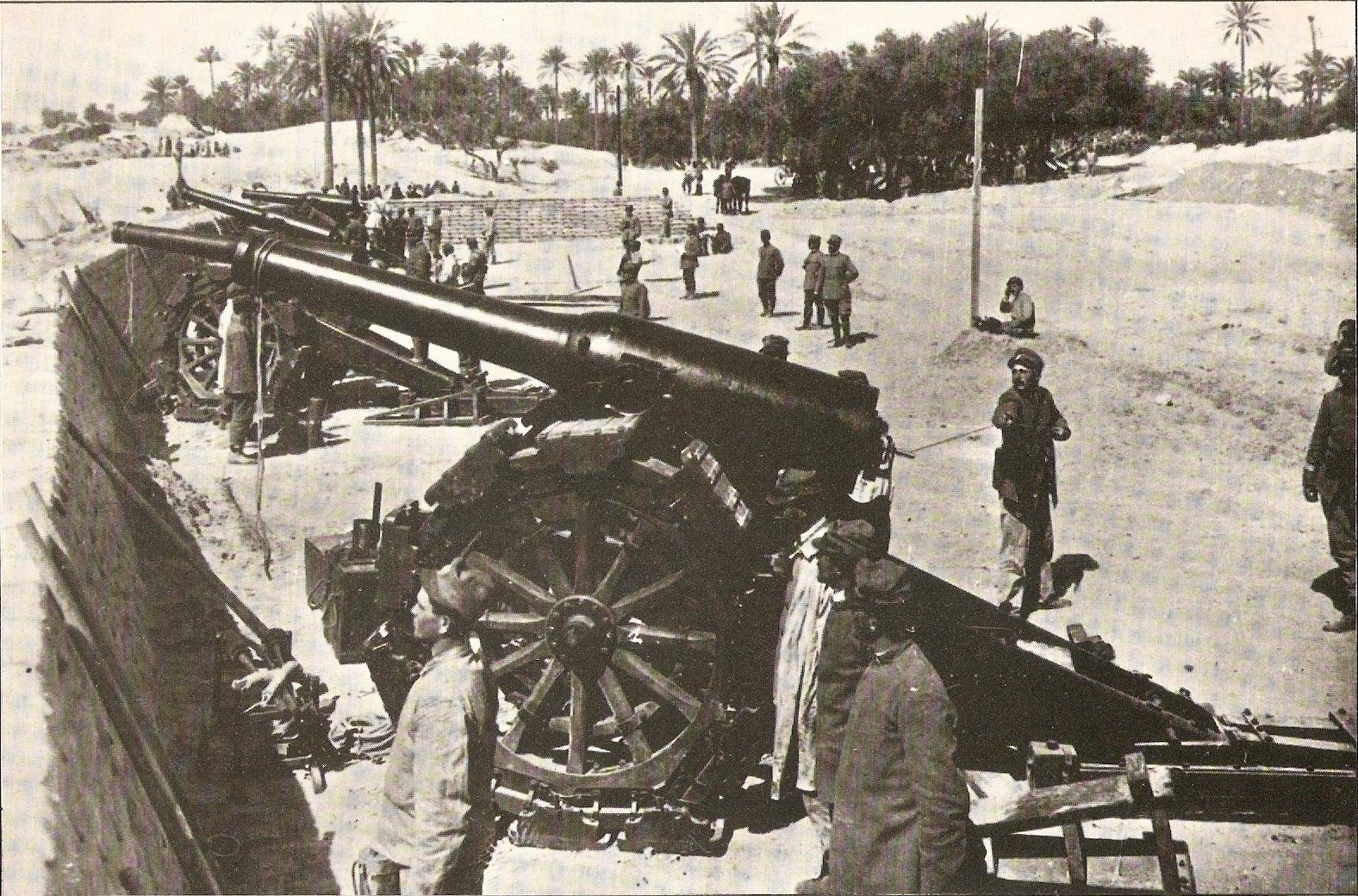
Batteria italiana presso Tripoli durante la guerra italo-turca (1911-1912) che Sonnino sostenne dal suo Giornale d'Italia.

Fu ancora la politica estera, tuttavia, a distrarre Sonnino dalle sue delusioni parlamentari. Egli infatti fu particolarmente attivo prima e durante la campagna militare che portò l'Italia alla conquista della Libia ottomana.
Nel 1911 ricopriva la carica di ministro degli esteri il marchese di San Giuliano, che durante il primo governo Sonnino era stato inviato a Parigi come ambasciatore. Costui era fermamente intenzionato alla conquista della Libia e lottava con un titubante Giolitti a capo del suo quarto governo. San Giuliano mobilitò allora il fronte interno conservatore capeggiato da Sonnino. Quest'ultimo sostenne l'impresa attraverso il suo Giornale d'Italia e indirettamente attraverso il Corriere della Sera di cui era diventato il riferimento politico.
L'influenza di Sonnino si esercitò anche sulle modalità di conquista della Libia. Il Corriere della Sera si schierò infatti per la completa annessione e Sonnino si dichiarò dello stesso avviso il 5 ottobre 1911, prima di imbarcarsi egli stesso per Tripoli. Il 5 novembre la Libia fu completamente annessa.
Nel marzo del 1914 divenne presidente del Consiglio Antonio Salandra, conservatore, amico di Sonnino e suo ex ministro. Agli Affari esteri rimase San Giuliano che, dal 28 giugno 1914, data dell'attentato di Sarajevo, dovette gestire la difficile posizione dell'Italia di fronte alla crisi di luglio e di fronte allo scoppio della prima guerra mondiale (28 luglio 1914).
Nei primi giorni del conflitto, San Giuliano, e soprattutto Sonnino, considerarono la possibilità - quasi la necessità - di scendere in campo al fianco degli alleati Austria e Germania.
Tuttavia, nei giorni successivi San Giuliano, forte delle sue buone relazioni con la Gran Bretagna e la Francia, cominciò a considerare la possibilità di far cambiare rotta all'Italia, allo scopo di coronare le aspirazioni di unità nazionale che un'amicizia con l'Austria avrebbe precluso. Le sue precarie condizioni di salute, però, dopo la dichiarazione di neutralità (3 agosto 1914) e un mese e mezzo di trattative, lo portarono alla morte (16 ottobre 1914). La carica di ministro degli esteri fu assunta ad interim da Salandra.
Il 31 ottobre, anche il vecchio nemico dell'Italia nella guerra italo-turca, l'Impero ottomano, entrava in guerra, formando un'alleanza con Austria e Germania.
In questo periodo Sonnino concretizzò la sua passione per Dante Alighieri fondando nel 1913 la Casa di Dante in Roma (attiva tuttora) per la promulgazione e la diffusione della Divina Commedia.

### Ministro degli esteri (1914-1919)
Dopo la morte di San Giuliano, Salandra decise di passare a Sonnino, con cui aveva condiviso trent'anni di solidarietà politica, l'incarico di ministro degli Affari esteri. Salandra riconobbe in lui la persona più adatta: colto, studioso, indipendente, consacrato alla politica, preparato nelle questioni di politica estera come in quelle di ogni altra questione dello Stato.
Sonnino, dopo un momento di incertezza iniziale, accettò. Il primo governo Salandra diede le dimissioni il 31 ottobre 1914 e il 5 novembre fu annunciato il secondo governo Salandra con Sonnino agli Affari esteri.

#### I primi contatti con Austria e Germania per la neutralità

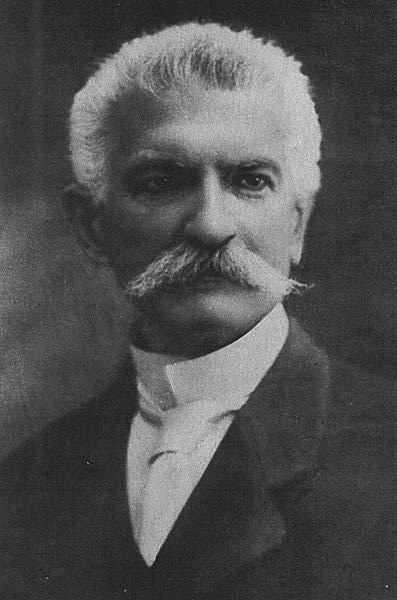
Sidney Sonnino trattò con l'ex cancelliere tedesco Bülow i compensi per una neutralità dell'Italia nella Grande guerra.

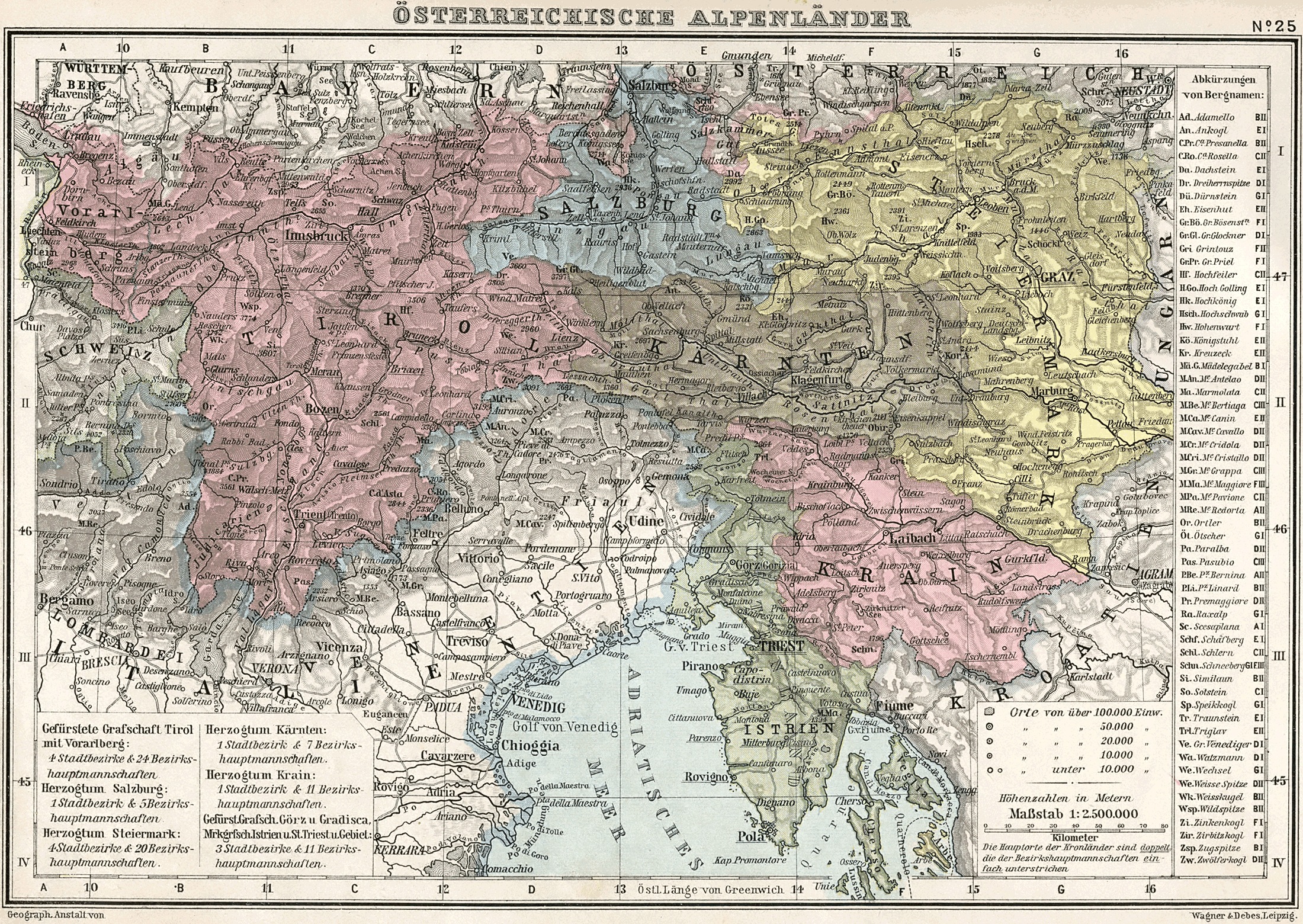
Il confine italo-austriaco nel 1915. Le proposte di Vienna di modifica di tali confini per mantenere l'Italia neutrale furono rifiutate da Sonnino e Salandra.

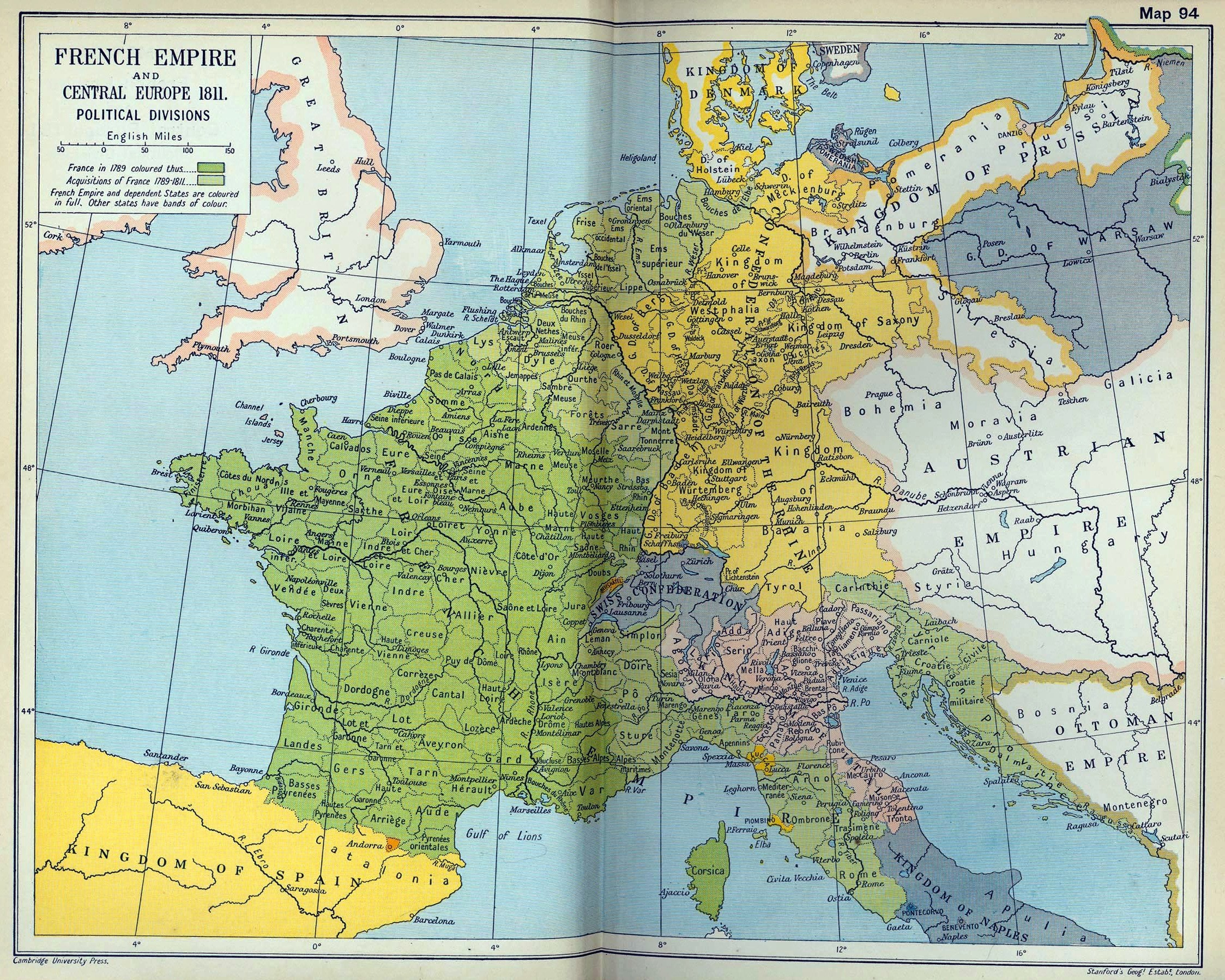
L'Impero francese del 1811 a cui Sonnino si ispirò per la controproposta all'Austria di rettifica dei confini alpini.

Fin dal luglio 1914 l'Italia aveva posto la questione che secondo l'articolo 7 della triplice alleanza l'Austria avrebbe dovuto riconoscere dei compensi all'Italia per la sua guerra d'occupazione alla Serbia. La Germania, preoccupata di un disimpegno dell'Italia dalla Triplice alleanza, finì per sostenere il punto di vista di Roma.
Sonnino, in un telegramma al ministro degli esteri austriaco Leopold Berchtold, datato 9 dicembre 1914, riprese il tema dei compensi sollecitando uno scambio di idee al riguardo e un concreto negoziato. Berchtold rispose che la guerra dell'Austria era difensiva in quanto la Serbia aveva intenzione di privare l'Austria della Bosnia. Né, secondo Berchtold, si potevano considerare occupazioni vere e proprie quelle operate durante i combattimenti, quando i territori potevano essere abbandonati da un giorno all'altro. Con un nuovo telegramma datato 16 dicembre Sonnino rispondeva che essendo stato nominato perfino un governatore militare nella capitale della Serbia, Belgrado, le occupazioni rientravano nel contesto dei compensi previsti dall'articolo 7. Egli ricordava inoltre che durante la guerra italo-turca l'Austria, appellandosi all'articolo 7 si era definita contraria (salvo ricevere compensi) a diverse operazioni militari dell'Italia la quale aveva dovuto rinunciarvi.
In questa situazione di stallo la Germania decise di fare da mediatrice. L'ex cancelliere tedesco ed ex ambasciatore in Italia Bernhard von Bülow, partì da Berlino e il 18 dicembre 1914 incontrò Sonnino. Questi dichiarò a Bülow che il Paese era per la neutralità, ma col presupposto che si potessero soddisfare alcune aspirazioni nazionali, intendendo con ciò compensi territoriali da parte dell'Austria.
Il 30 dicembre Bülow tornò da Sonnino e l'ex Cancelliere chiese di limitare tutte le pretese dell'Italia al solo Trentino (la provincia di Trento) poiché Trieste, l'altra aspirazione italiana, era considerata l'unico vero porto dell'Austria, il “polmone dell'Impero”.

#### Le trattative con Burián
All'Italia certamente non poteva bastare e si andò avanti con sterili trattative fino al 12 febbraio 1915, quando Sonnino perse la pazienza e telegrafò a Vienna ribadendo che l'Austria non aveva ancora risposto neanche sulla eventualità di un accordo e che da quel momento riteneva una violazione all'articolo 7 dell'alleanza qualunque azione militare austriaca nei Balcani, ciò che avrebbe potuto “portare a gravi conseguenze”.
Dopo ulteriori scambi di telegrammi e la sconfitta austriaca all'Assedio di Przemyśl, il 27 marzo 1915 l'Austria formalizzò la proposta di voler cedere una porzione del Tirolo meridionale comprensiva anche della città di Trento. Ciò non convinse né Salandra, né Sonnino che l'8 aprile telegrafò le controproposte italiane per il nuovo ministro degli esteri austriaco Stephan Burián. Esse comprendevano oltre alla cessione all'Italia del Trentino ai confini del 1811 e di alcune isole nell'Adriatico, un ampliamento dei confini orientali che avrebbero compreso Gorizia, la costituzione di Trieste come città autonoma e indipendente, il riconoscimento dell'Austria della sovranità italiana su Valona, in Albania, e il disinteresse dell'Austria su quest'ultimo territorio (ottomano). Di contro l'Italia offriva all'Austria 200 milioni di lire italiane in oro come compenso per i territori ceduti e la sua neutralità nei confronti sia dell'Austria che della Germania per tutto il periodo della guerra. Tali proposte furono in pratica rifiutate dall'Austria che si spinse poco oltre la sua proposta iniziale. Così, dopo altri scambi d'opinione, il 3 maggio 1915 Sonnino spediva a Vienna il telegramma con il quale l'Italia rompeva formalmente le trattative dichiarando senza più alcun effetto il trattato d'alleanza con l'Austria.
Il 26 aprile 1915, infatti, l'Italia aveva firmato il Patto di Londra, con il quale si impegnava ad entrare nel conflitto al fianco dell'Intesa entro un mese. Ulteriori proposte dell'Austria vennero considerate da Sonnino e Salandra non soddisfacenti neanche nel caso in cui non fosse già stato firmato tale accordo.

#### I contatti con l'Intesa per l'intervento

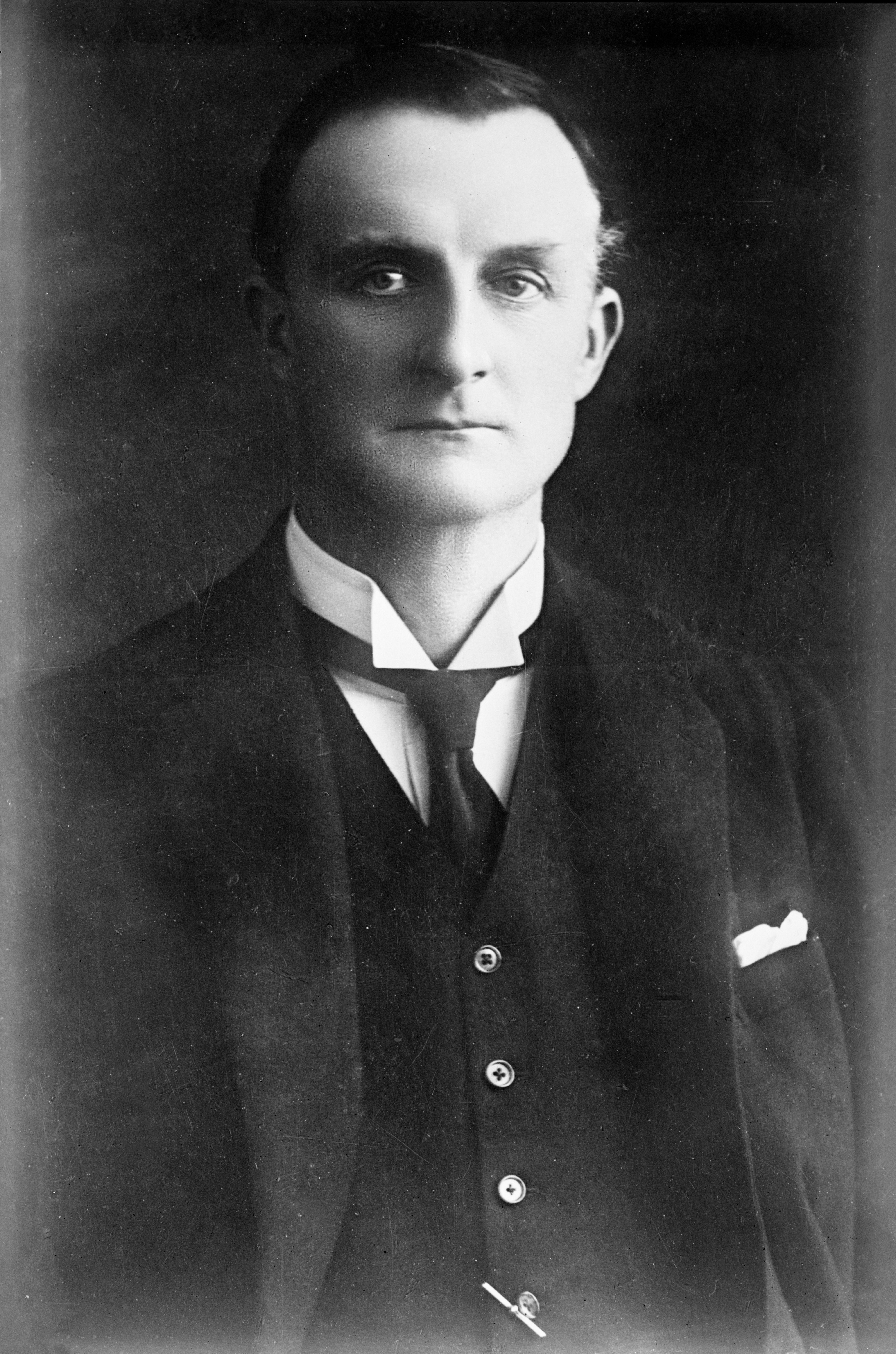
Il ministro degli esteri britannico Edward Grey, principale interlocutore di Sonnino durante gli accordi per il Patto di Londra.

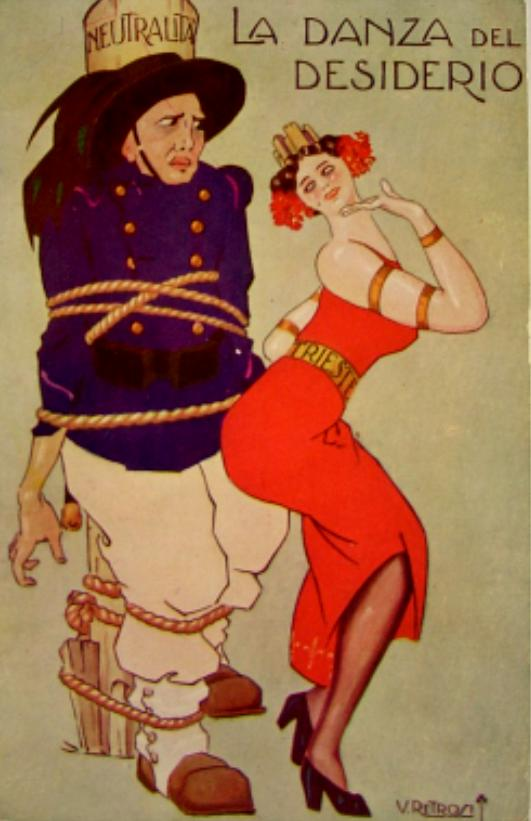
Vignetta dell'epoca: Trieste seduce il bersagliere legato al palo della neutralità.

Nella previsione che non si sarebbe arrivati ad un accordo definitivo con Austria e Germania, Sonnino, proseguendo la strada aperta da San Giuliano, il 16 febbraio 1915 spedì via corriere all'ambasciatore a Londra Imperiali le condizioni, accettate le quali, l'Italia sarebbe entrata in guerra al fianco delle Potenze dell'Intesa. Il telegramma che autorizzava l'ambasciatore a leggere il contenuto del memorandum di Sonnino al ministro degli esteri britannico Edward Grey fu spedito il 3 marzo. Il giorno dopo Imperiali eseguì le disposizioni mettendo a conoscenza di Grey le intenzioni dell'Italia.
Le condizioni principali erano le seguenti: obbligo per gli eventuali quattro futuri alleati (Gran Bretagna, Francia, Russia e Italia) di non concludere pace separata; concentrazione di forze russe ai confini austriaci; cooperazione delle flotte alleate; in caso di vittoria: cessione dall'Austria all'Italia del Trentino e dell'Alto Adige, di Trieste, di Gorizia, di Gradisca, dell'Istria, della Dalmazia e di varie isole dell'Adriatico; cessione dall'Impero ottomano all'Italia di Valona e territorio circostante; costituzione di uno Stato autonomo smilitarizzato in Albania centrale; congrua parte all'Italia in caso di ulteriore spartizione fra le potenze vincitrici dell'Impero ottomano o di concessioni economiche che lo riguardino; indennità di guerra all'Italia; prestito di non meno di 50 milioni di Sterline all'Italia.
La risposta delle potenze dell'Intesa si fece attendere fino al 21 marzo 1915 quando Grey la consegnò all'ambasciatore italiano Imperiali. Essa accoglieva sostanzialmente le condizioni italiane tranne che per la Dalmazia, sulla quale aveva già messo gli occhi la Serbia. Sonnino lo stesso giorno rispose risoluto che il motivo principale dell'eventuale entrata in guerra dell'Italia a fianco dell'Intesa era il desiderio di liberarsi dalla situazione di inferiorità nell'Adriatico con l'acquisizione della Dalmazia. Per il resto infatti l'Italia avrebbe potuto ottenere la maggior parte delle soddisfazioni alle sue aspirazioni nazionali dall'Austria, rimanendo fuori dal conflitto ed evitando i terribili rischi della guerra.
Tuttavia, per venire incontro agli interlocutori, Sonnino e Salandra rinunciarono a Spalato. In quei giorni, inoltre, terminava l'assedio di Przemyśl con la vittoria russa e Sonnino si rese conto di dover concludere le trattative prima che il valore militare di un'entrata in guerra dell'Italia diminuisse consistentemente. Il primo ministro britannico Herbert Henry Asquith lo capì e il 1º aprile comunicò un riassunto delle proposte dell'Intesa che accettava sostanzialmente le richieste del governo di Roma, ma prevedeva una riduzione dei siti strategici da assegnare all'Italia in Dalmazia. Il 3 aprile Sonnino telegrafò a Imperiali a Londra: «Non ci è possibile accettare emendamenti elencati da Asquith a nome Triplice Intesa. […] Unica seria ragione per nostra partecipazione alla guerra […] è di assicurare il nostro predominio militare nell'Adriatico escludendo che vi possa avere o trovare una base navale qualsiasi altra potenza. […]».

#### Il Patto di Londra e l'entrata in guerra

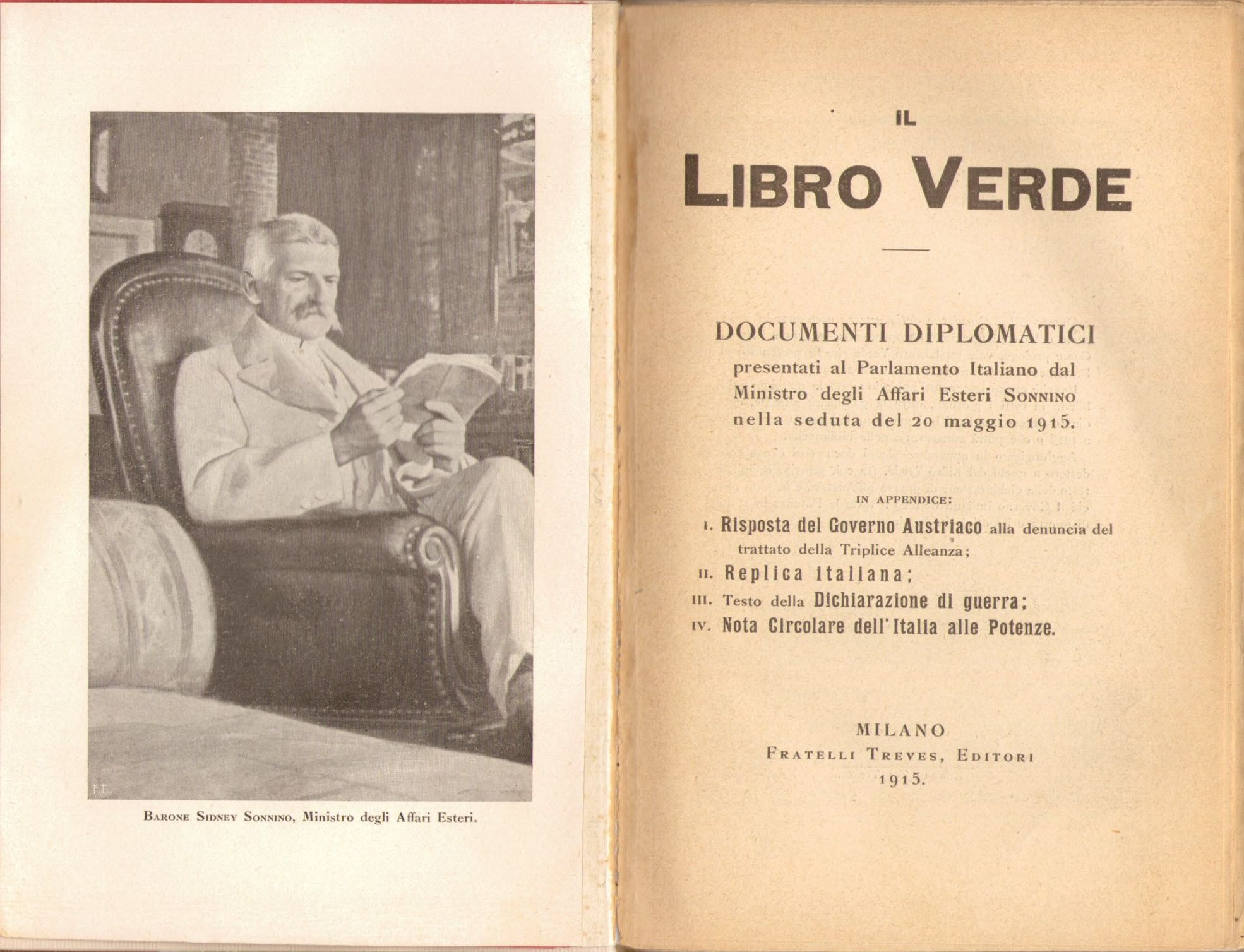
Il frontespizio di un'edizione dell'epoca del Libro verde, la raccolta dei documenti diplomatici che Sonnino (nella foto) presentò al Parlamento il 20 maggio 1915.

Dopo altre perplessità soprattutto della Russia, sollecitati dai capi militari che attribuivano massima importanza all'entrata in guerra dell'Italia, i governi dell'Intesa cedettero e il 25 aprile 1915 l'accordo era pronto. Le condizioni chieste dall'Italia erano state accolte tutte pressoché nella forma iniziale, in cambio Sonnino propose l'entrata in guerra al fianco dell'Intesa ad un mese dalla firma. La Russia, che insisteva per un ingresso rapido dell'Italia, si oppose. Grey allora suggerì, e Sonnino accettò, che l'Italia sarebbe entrata in guerra il più presto possibile, ma non oltre un mese dalla firma dell'accordo. La Russia acconsentì malvolentieri. Il 26 aprile 1915 l'accordo che impegnava l'Italia ad entrare nella prima guerra mondiale al fianco di Gran Bretagna, Francia e Russia fu firmato a Londra, alle ore 15.
Rispettando i tempi, l'Italia dichiarò guerra all'Austria il 23 maggio 1915. Eccettuato il Libro verde che comprendeva i documenti diplomatici delle relazioni fra Italia e Austria e che fu presentato da Sonnino al Parlamento il 20 maggio, non si ebbe notizia di altri contatti o accordi con altre Potenze, benché intuibili. Solo alcuni parlamentari furono messi a conoscenza del patto di Londra del quale il popolo italiano non ebbe notizia fin quasi la fine della guerra.
Durante il conflitto il governo Salandra, in relazione all'offensiva austriaca del Trentino del 1916, cadde e fu seguito dal governo di Paolo Boselli (18 giugno 1916) che riconfermò Sonnino agli Esteri. Questi fu ancora confermato al suo posto da Vittorio Emanuele Orlando che divenne Presidente del Consiglio dopo Caporetto il 29 ottobre 1917 e il cui mandato durò fino al 23 giugno 1919.

#### Il problema dei Balcani
Sonnino nel 1915 dovette tenere a bada Serbia e Montenegro i cui eserciti sconfinarono in Albania; indusse il Consiglio dei Ministri a dichiarare guerra alla Turchia (avvenuta il 21 agosto 1915) e temporeggiò su un'analoga azione contro la Germania; nello stesso tempo rifiutò di fare concessioni alla Serbia coerentemente a quanto convenuto a Londra.
Spinse inutilmente per l'entrata in guerra della Bulgaria contro la Turchia; ma si rifiutò ancora di concedere importanti vantaggi alla Serbia affinché questa consentisse compensi alla Bulgaria. Invitò le altre tre potenze dell'Intesa a garantire alla Bulgaria la Macedonia al termine della guerra, chiedendo di non impegnarsi subito anche con Serbia e Grecia. Il 6 settembre, tuttavia, la Bulgaria, mentre i ministri dell'Intesa discutevano ancora la proposta da inviarle, firmò un trattato segreto di alleanza con gli Imperi centrali.
Sonnino consigliò fino all'ultimo di non rompere completamente con la Bulgaria, anche dopo che questa aveva mobilitato l'esercito (21 settembre), ma alla dichiarazione di guerra della Bulgaria alla Serbia (5 ottobre) approvò, in difesa di quest'ultima, la spedizione alleata di Salonicco.

#### Al convegno per la Turchia di San Giovanni di Moriana

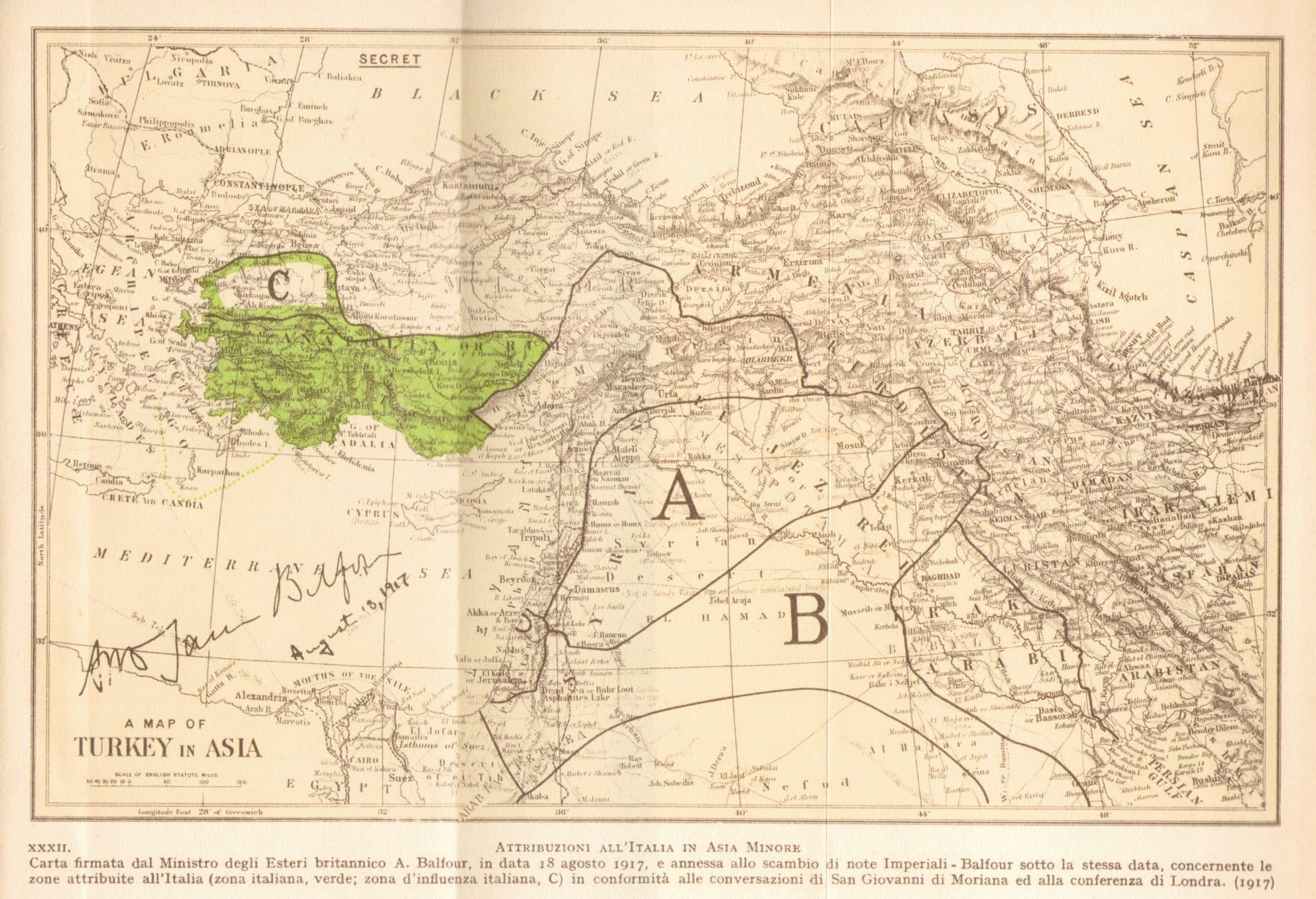
La zona italiana (in verde) e quella d'influenza italiana ("C") in Turchia che Sonnino ottenne a Saint-Jean-de-Maurienne e nella successiva conferenza di Londra. Il documento è firmato Arthur James Balfour, 18 agosto 1917

A metà settembre del 1916, Sonnino venne a conoscenza dei dettagli degli accordi precedenti e seguenti all'entrata in guerra dell'Italia fra Gran Bretagna, Francia e Russia riguardanti l'Asia Minore. In considerazione di una suddivisione equa delle sfere d'influenza alleate in Turchia prevista dal patto di Londra, Sonnino protestò e il 23 settembre ottenne l'impegno da parte della Gran Bretagna di non ritenere chiusa la questione fin quando non fosse stata definita la zona di competenza dell'Italia.
Per stabilirla, nell'aprile del 1917, Sonnino si incontrò con il primo ministro britannico David Lloyd George e con il Presidente del Consiglio francese Alexandre Ribot a Saint-Jean-de-Maurienne, in Francia. In quella sede Lloyd George presentò una carta dell'Asia Minore proponendo per l'Italia la città di Smirne e un protettorato comprendente la parte settentrionale del vilayet (provincia) omonimo, una zona ancora più a nord e una porzione di territorio ad ovest di Mersin. Dopo ampie discussioni sia Sonnino che Ribot accettarono la proposta britannica. Sonnino ottenne inoltre Konya, oggetto di una precedente proposta britannica. In cambio Lloyd George chiese all'Italia un contingente da mandare a Salonicco per dare il cambio alle truppe inglesi da schierare contro la Turchia, oppure un contingente italiano da mandare contro la Turchia. Sonnino rifiutò dichiarando che sarebbe stato “vitalmente pericoloso” disimpegnare truppe dal fronte austriaco.
Il 10 maggio arrivò l'accettazione ufficiale del governo francese alle decisioni di Saint-Jean-de-Maurienne, ma, ancora a giugno Sonnino doveva denunciare “il contegno dilatorio” degli alleati per chiudere definitivamente la questione. Finalmente, il 27 luglio, fu trovato un compromesso con la Francia sul confine fra le zone italiana e francese e il 18 agosto a Londra fu firmato l'accordo che prevedeva per l'Italia una zona molto vasta in Anatolia meridionale comprendente Smirne, Aydın, Adalia e Konya. Oltre a Sonnino concordarono il testo definitivo Ribot e Pierre de Margerie (1861-1942) per la Francia, il ministro degli esteri Arthur Balfour e Robert Cecil per la Gran Bretagna, e Giacomo De Martino e l'ambasciatore Imperiali per l'Italia.

#### L'inattesa pubblicazione del Patto di Londra

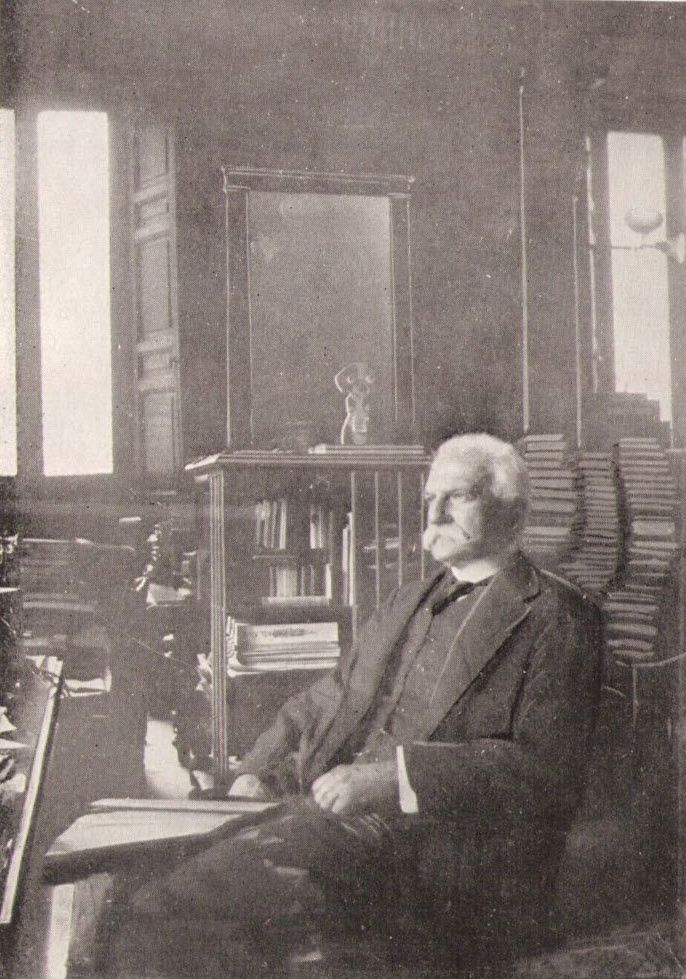
Sonnino fotografato a Roma nei giorni seguenti l'armistizio con l'Austria-Ungheria (3 novembre 1918).

Dalla primavera del 1917 si susseguirono, specie da parte britannica, proposte all'Italia di considerare la possibilità di una pace con l'Austria. Ciò avrebbe incluso una revisione dei termini del patto di Londra: Sonnino rifiutò, anche quando in agosto Papa Benedetto XV invitò i belligeranti ad accordarsi.
Scoppiata la Rivoluzione russa, ci fu la pubblicazione da parte della stampa sovietica dal 23 novembre 1917 in poi degli atti dell'Intesa, fra cui il patto di Londra che, come abbiamo visto, era segreto perfino alla maggioranza dei parlamentari italiani. A dicembre, alla Camera, Sonnino dovette rispondere delle azioni sue e del governo Salandra. Il 13, il deputato socialista Giacomo Ferri fece notare che il 26 aprile 1915 l'Italia si era impegnata ad entrare in guerra contro l'Austria quando ancora era sua alleata. Con Vienna si disimpegnò infatti solo il 4 maggio. Non solo, ma poiché il Patto di Londra prevedeva il conflitto sia con l'Austria che con la Germania, quest'ultima fu illusa fino al 28 agosto 1916 che l'Italia non le avrebbe dichiarato guerra. Così, il 14 dicembre 1917, il deputato Alfredo Sandulli chiese le dimissioni di Sonnino e il 15 il deputato Guglielmo Gambarotta (1877-1961) chiese di affrettare la pace. Lo stesso giorno Sonnino ricevette l'attacco più grave dal socialista Giuseppe Emanuele Modigliani che lo accusò di aver ingannato il Parlamento facendogli credere che la guerra sarebbe stata ristretta all'Austria. Modigliani dichiarò inoltre che se Sonnino avesse detto tutto subito la sua politica sarebbe stata condannata.

#### La difesa del Patto di Londra in Parlamento
La risposta di Sonnino non si fece attendere. Alla Camera (riunita in comitato segreto) il 17 dicembre 1917, secondo gli appunti rinvenuti, Sonnino dichiarò che il segreto diplomatico c'era sempre stato ed era indispensabile per non cadere in una condizione d'inferiorità. L'atto di divulgazione commesso dai sovietici bastava a giustificare il più severo giudizio morale a loro carico. D'altra parte, sostenne, il primo passo decisivo per l'Unità d'Italia consistette negli accordi di Plombières del 1859 che furono per l'appunto segreti. Ad ogni modo si dovevano mantenere gli accordi presi e quindi non si poteva rispondere a tutte le interrogazioni per non turbare negoziati ancora in corso o questioni ancora da regolarsi.
Nel 1918 Sonnino sostenne la necessità di salvare a tutti i costi l'alleanza con la Russia, sostenuta ormai solo dall'Ucraina e da qualche altro governo provvisorio. Rifiutò l'idea che i governi locali antisovietici dovessero arrivare ad un compromesso con Pietrogrado e chiese di incoraggiarli a combattere i bolscevichi.
Nonostante il crollo della Russia zarista e la Germania continuasse la guerra, l'Austria, il 3 novembre firmava la resa con tutte le potenze alleate. L'armistizio entrò in vigore il giorno dopo.

#### La Conferenza di pace di Parigi

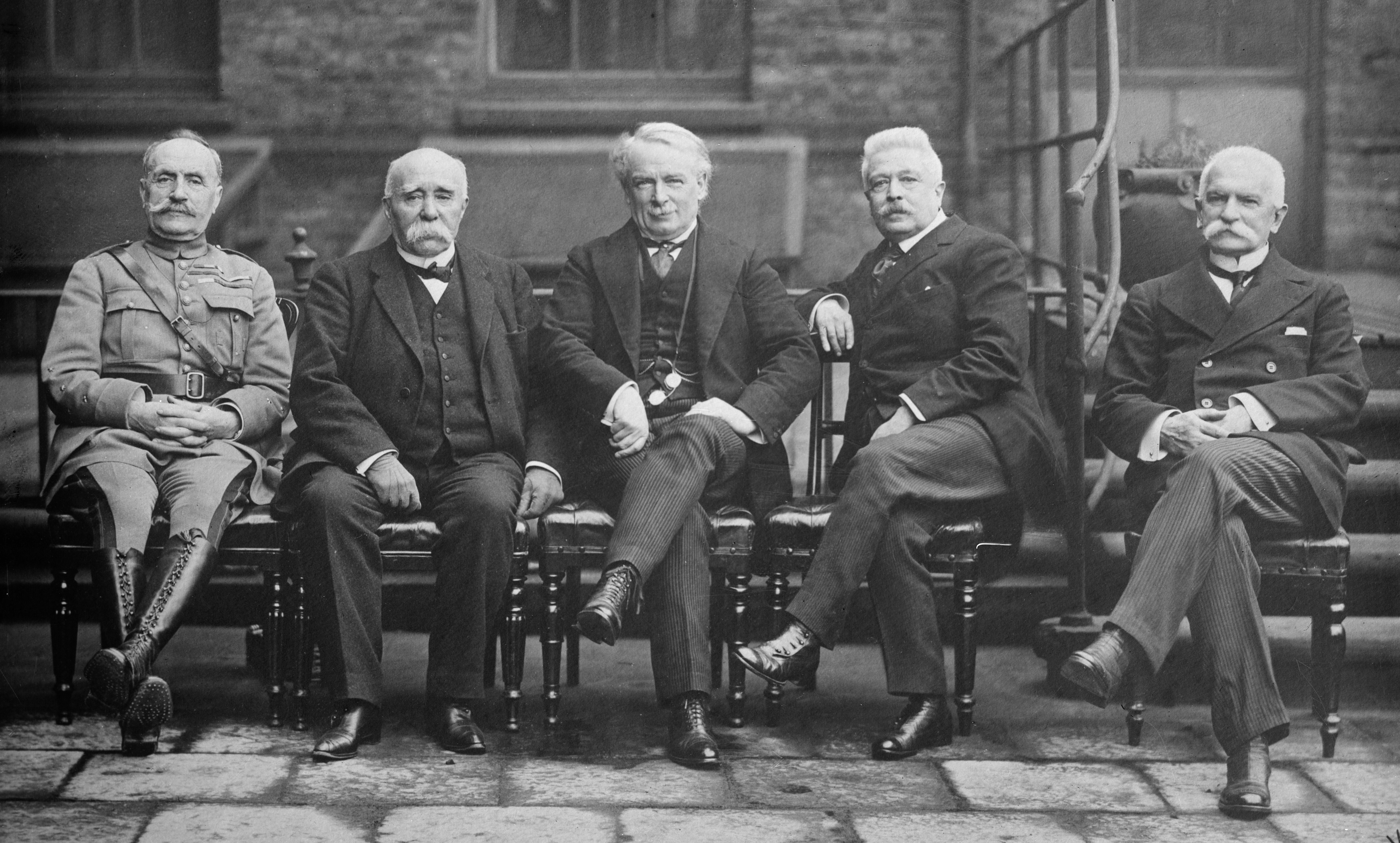
Il generale francese Foch, il primo ministro francese Clemenceau, quello britannico Lloyd George, quello italiano Orlando e Sonnino alla conferenza di pace di Parigi (1919).

Dopo la resa degli Imperi centrali, le potenze vincitrici si riunirono alla Conferenza di pace di Parigi (18 gennaio 1919 - 21 gennaio 1920). Tale convegno determinò il trattato di Versailles che fu firmato il 28 giugno 1919 e che stabilì le clausole contro la Germania, e il Trattato di Saint-Germain che fu firmato il 10 settembre 1919 e che stabilì le clausole contro l'Austria.
I capi di governo delle quattro maggiori potenze vincitrici: Georges Clemenceau per la Francia, David Lloyd George per la Gran Bretagna, Thomas Woodrow Wilson per gli Stati Uniti e Orlando per l'Italia, con i loro più fidi collaboratori, costituirono un gruppo ristretto incaricato di discutere le questioni principali. Tra i collaboratori di Orlando figurava ovviamente Sonnino il quale, conoscendo l'inglese così come Clemenceau, consentì a tutto il gruppo di esprimersi e discutere nella lingua di Lloyd George e Wilson.
Nei primi giorni della Conferenza, il 21 gennaio, Lloyd George propose di invitare i bolscevichi al negoziato. Clemenceau e Sonnino si opposero non volendo concedere loro credibilità. Il primo tuttavia, si disse disposto ad adeguarsi al volere degli alleati; Sonnino invece tenne duro e propose di radunare tutti i russi bianchi e di fornire loro le truppe necessarie. Quando però Lloyd George chiese quanti soldati poteva procurare ognuna delle nazioni rappresentate, la risposta di tutti fu evasiva.
Avviati i negoziati, Sonnino insistette perché le contrapposte rivendicazioni dell'Italia e quelle iugoslave fossero discusse solo dal gruppo ristretto di nazioni, il cosiddetto Consiglio supremo, temendo, giustamente, che un comitato di esperti più ampio si sarebbe preoccupato più della correttezza delle frontiere rispetto alle etnie locali che alle clausole del Patto di Londra. In questo periodo Sonnino, che rifiutò anche di discutere su un'eventuale impiccagione di Guglielmo II, si conquistò presso gli alleati una fama di intransigente. Così che quando a fine marzo il Consiglio supremo si ridusse ai soli quattro capi di governo, si disse che la decisione era stata presa per sbarazzarsi di Sonnino.

#### Contro il presidente statunitense Wilson

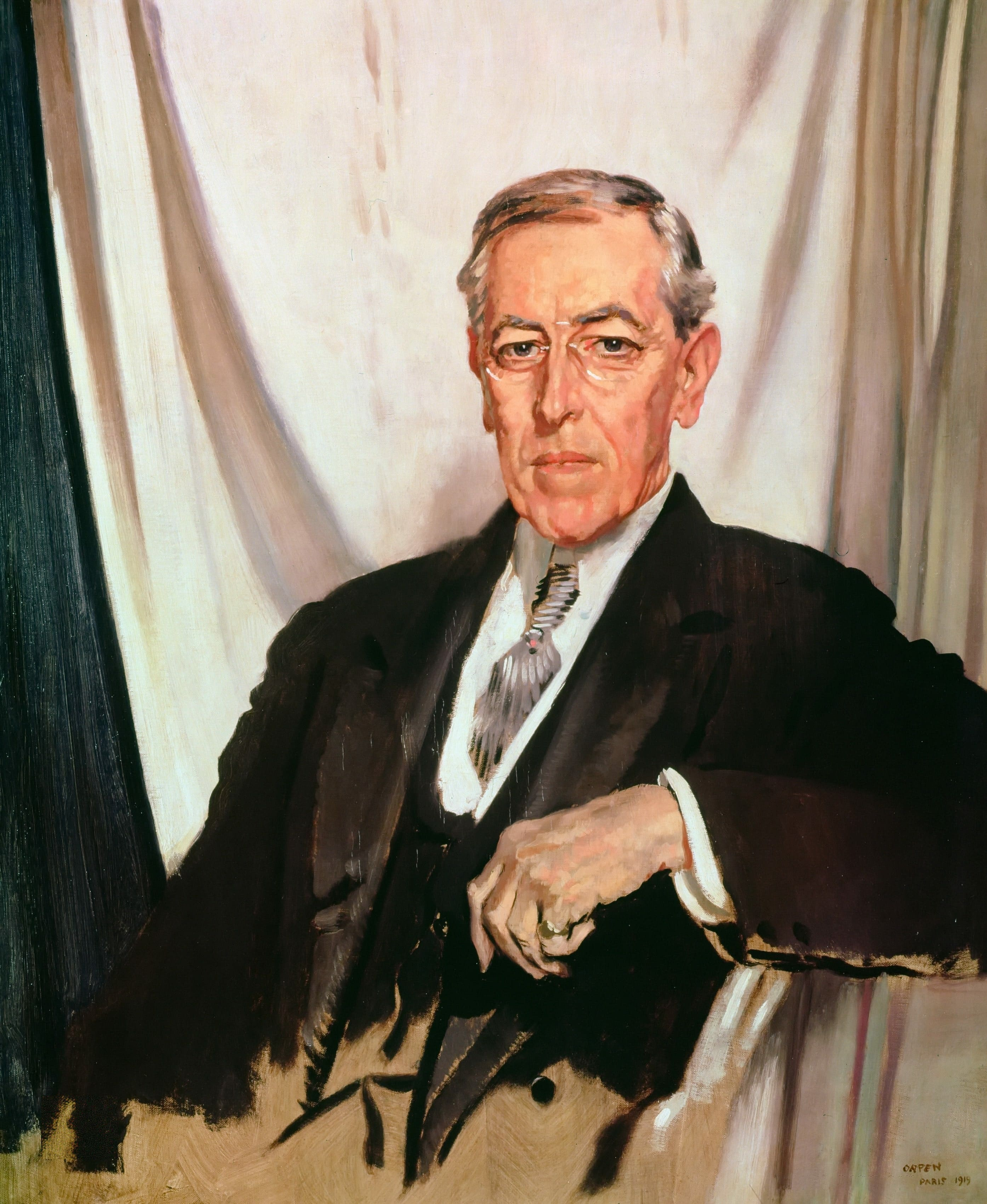
Il presidente USA Wilson, non riconoscendo la validità del Patto di Londra, si trovò in contrasto con Sonnino.

Sonnino non mancò tuttavia di rendersi partecipe dei negoziati, soprattutto quando il presidente statunitense Wilson assunse posizioni contrarie alle richieste italiane. Wilson infatti, poiché gli Stati Uniti non avevano partecipato alle trattative che avevano portato al Patto di Londra, si ritenne libero di contestarlo e di rifiutarlo. Tale accordo violava secondo il presidente degli Stati Uniti il principio dell'autodeterminazione dei popoli dato che all'Italia erano stati promessi territori abitati da slavi del sud.
Fin dal 13 gennaio Wilson aveva informato Orlando che aveva raggiunto la conclusione che il Patto di Londra non fosse più valido e in questi termini la questione rimase ferma per alcune settimane. Sonnino, infatti, coerentemente con quanto stabilito con Francia e Gran Bretagna riteneva il Patto di Londra sacro. Il carattere intransigente del ministro italiano era accompagnato dalla estrema riservatezza e dal rifiuto di manovrare dietro le quinte per conto del suo Paese, convinto che «ricorrere a tale mezzo fosse un abbassarsi al livello di quei piccoli popoli che andavano mendicando territori all'opinione pubblica mondiale». Verso la fine di gennaio, il direttore del Times Wickham Steed (1871-1956) riferì che Wilson aveva avuto un “colloquio tempestoso” con Sonnino «che pare abbia perduto la pazienza e sia arrivato a dire a Wilson di non immischiarsi negli affari europei, ma di pensare soltanto alla sua America».

#### Il ritiro dell'Italia dalla Conferenza
Il 7 febbraio 1919, fu presentato alla Conferenza il memorandum ufficiale italiano il quale riepilogava le richieste italiane. Esse erano le stesse di quelle del Patto di Londra, delle quali le uniche che furono accolte senza difficoltà furono quelle che assegnavano all'Italia il Trentino e il Sud Tirolo.
Il 19 aprile 1919, il sabato prima di Pasqua, si aprì una discussione che sarebbe durata sei giorni di fila. Wilson spronò i delegati italiani a pensare in termini nuovi ma questi rimasero sulle loro posizioni. Sonnino ribatté: «Dopo una guerra così piena di enormi sacrifici, ove l'Italia ha avuto 500.000 morti e 900.000 mutilati, non è concepibile dover ritornare ad una situazione peggiore di prima, perché la stessa Austria-Ungheria, per impedire l'entrata dell'Italia in guerra, ci avrebbe concesso alcune isole della costa dalmata. Voi non vorreste darci nemmeno queste. Per il popolo italiano ciò sarebbe inspiegabile» definendo, poi, le conseguenze: «Non avremo il bolscevismo russo, ma l'anarchia». Nello stesso tempo gli iugoslavi dichiararono di essere pronti a combattere qualora l'Italia avesse ottenuto Fiume o la costa dalmata.
Wilson, risoluto a non cedere alcunché della Dalmazia all'Italia, il 23 aprile 1919 inviò una dichiarazione ai giornali con le motivazioni per le quali riteneva che il Patto di Londra dovesse essere messo da parte. Orlando decise di abbandonare la Conferenza e tornare in Italia il 24, Sonnino lo seguì dopo un paio di giorni.

#### La caduta del governo Orlando
Orlando e Sonnino il 5 maggio 1919 annunciarono che sarebbero tornati a Parigi, e lo fecero, ma il clima ormai era compromesso, sia in Francia che in Italia. Il 23 giugno, proprio su una proposta di politica estera, il governo Orlando si dimetteva, ma Sonnino e altri due membri della delegazione italiana si fermarono a Parigi per firmare il trattato di Versailles (28 giugno 1919).
Rispetto al Patto di Londra l'Italia otteneva solo i territori geograficamente italiani che avrebbero consentito in futuro una migliore difesa della nazione da parte dell'Austria che, tuttavia, scomparve completamente come potenza. Tali territori erano: il Trentino e il Sud Tirolo, oltre all'area comprendente Trieste, Gorizia, Gradisca e l'Istria. Nulla o quasi ottenne riguardo a quanto pattuito sull'Adriatico e la Dalmazia (materia del Trattato di Rapallo del 1920), né riguardo all'Impero ottomano.

### Gli ultimi tempi (1919-1922)

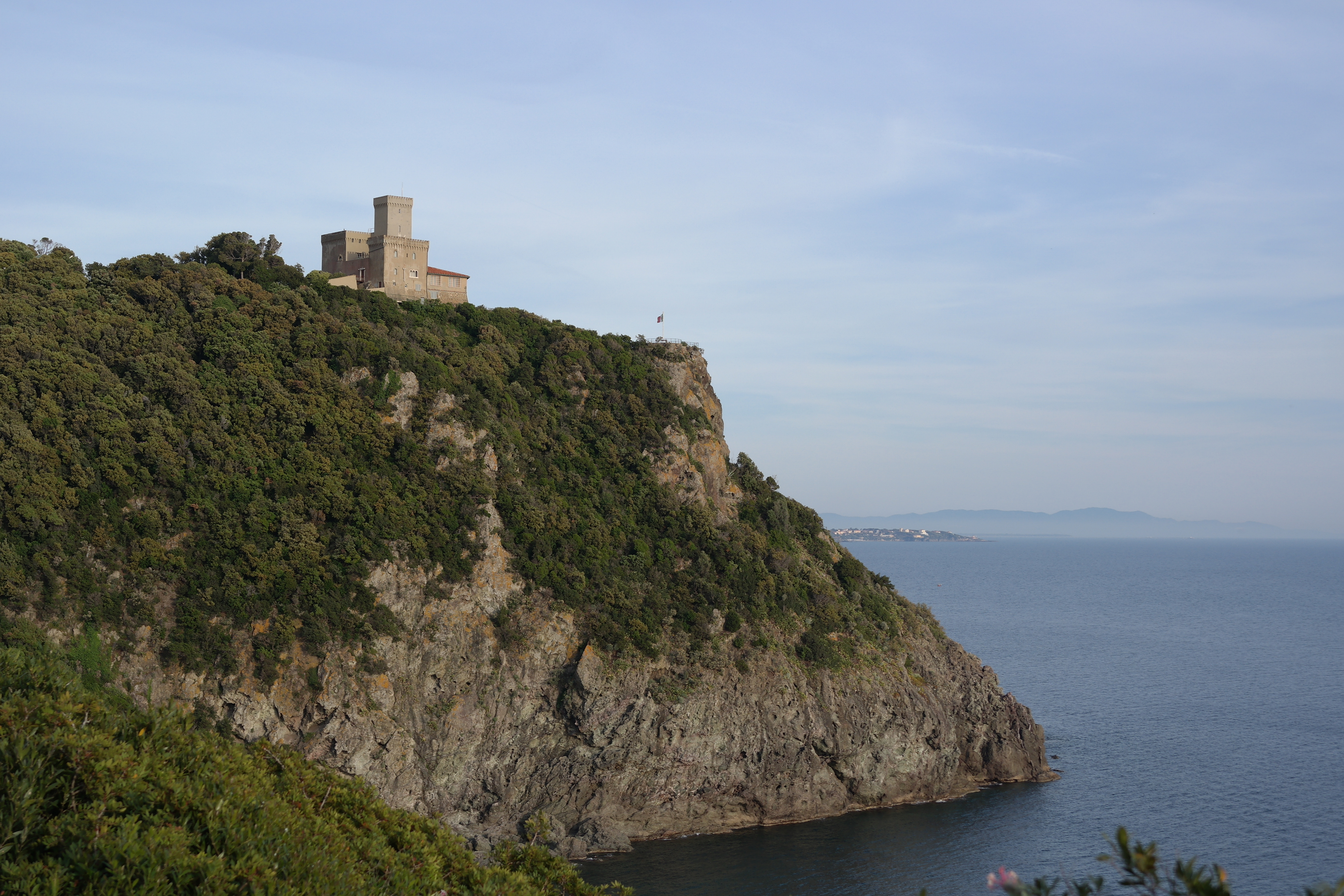
Castello Sonnino, presso Livorno, dimora e luogo di sepoltura di Sidney Sonnino.

Caduto il governo Orlando, gli succedette nel giugno 1919 quello del radicale Francesco Saverio Nitti, che assegnò la carica di ministro degli esteri a Tommaso Tittoni.
Amareggiato per come si era conclusa la Conferenza di Parigi, il settantaduenne Sonnino non volle ripresentarsi alle elezioni per la XXV legislatura (iniziatasi nel dicembre 1919); né la nomina a Senatore del Regno, conferitagli dal re il 3 ottobre 1920, lo incitò a rientrare fattivamente nella politica attiva.
Negli ultimi tempi si dedicò maggiormente agli studi danteschi, che lo avevano sempre appassionato, e morì, il 23 novembre 1922, a Roma. Ai suoi solenni funerali, che si svolsero il giorno seguente nella capitale, parteciparono il neopresidente del Consiglio Benito Mussolini e i presidenti di Camera e Senato Enrico De Nicola e Tommaso Tittoni; al passaggio del feretro, i fascisti gli resero omaggio con il saluto romano. La sua salma riposa in una grotta scavata in una scogliera a picco sul mare, presso il castello che lo stesso Sonnino fece costruire come sua residenza a Quercianella, vicino a Livorno.

## Opere di Sonnino
Non sono citati i numerosissimi articoli, per i quali si rimanda a Scritti e discorsi extraparlamentari, 2 voll. Laterza, Bari, 1972. 
- Libro Verde. Documenti diplomatici presentati al Parlamento Italiano dal Ministro degli Affari Esteri Sonnino, Treves, Milano, 1915.
- La Sicilia nel 1876, II, I contadini in Sicilia, Barbera, Firenze, 1877.
- Il canto VI del Paradiso, Roma-Firenze, Sansoni, 1905.
- Il suffragio universale in Italia. Con osservazioni e rilievi d'attualità, Nerbini, Firenze, 1906.
- Il perché della nostra guerra. Documenti del "Libro verde" nel testo integrale, Torino, Torellini, 1915.
- Discorsi per la guerra, Foligno, Campitelli, 1922.
- Discorsi parlamentari, 3 voll. Tipografia della Camera dei Deputati, Roma, 1925.
- Diario, 3 voll. Laterza, Bari, 1972.
- Scritti e discorsi extraparlamentari, 2 voll. Laterza, Bari, 1972.
- Carteggio, 3 voll. Laterza, Bari, 1974-1981.
- Lettere di Sidney Sonnino ad Emilia Peruzzi, 1872-1878, Scuola normale superiore, Pisa, 1998.
- I discorsi parlamentari di Sidney Sonnino, 1915-1919, a cura di Pier Luigi Ballini, Polistampa, Firenze, 2015.

### Biografie
- Giovanni Rabizzani e Ferruccio Rubbiani (a cura di), Sonnino, Risorgimento, Milano, 1920.
- Agostino Savelli, Sidney Sonnino. Profilo, Porta, Piacenza, 1923.
- Michele Viterbo, Sidney Sonnino, Imperia, Milano, 1923.
- Camillo Montalcini, Sidney Sonnino, Camera dei Deputati, Roma, 1926.
- Antonio Jannazzo, Sonnino meridionalista, Laterza, Roma-Bari, 1986.
- Quaderni Sidney Sonnino, per la storia dell'Italia contemporanea, vol. 1, a cura di Pier Luigi Ballini e Rolando Nieri, Polistampa, Firenze, 2008.
- Inventario dell'Archivio Sidney Sonnino, a cura di Roberto Baglioni, Polistampa, Firenze, 2010 (Quaderni Sidney Sonnino, vol. 2).
- Francesco Fusi, Il deputato della Nazione. Sidney Sonnino e il suo collegio elettorale, Le Monnier, Firenze, 2019.

### Aspetti della politica di Sonnino
- Antonio Saltini, Storia delle Scienze agrarie, IV, L'agricoltura al tornante della scoperta dei microbi, Edagricole, Bologna, 1989, pp. 191–226. ISBN 88-206-2415-X
- Rolando Nieri, Costituzione e problemi sociali. Il pensiero politico di Sidney Sonnino, Pisa, ETS, 2000.
- Paola Carlucci, Un progetto liberale. La formazione di Sidney Sonnino (1847-1882), Il campano, Pisa, 2000.
- Sidney Sonnino e il suo tempo, a cura di Pier Luigi Ballini, L.S. Olschki, Firenze, 2000.
- Paola Carlucci, Il giovane Sonnino fra cultura e politica, 1847-1886, Archivio Guido Izzi, Roma, 2002.
- Emanuela Minuto, Il partito dei parlamentari. Sidney Sonnino e le istituzioni rappresentative, 1900-1906, Olschki, Firenze, 2004.
- Rolando Nieri, Sonnino, Guicciardini e la politica estera italiana (1899-1906), Pisa, ETS, 2005.
- Sonnino e il suo tempo, 1914-1922, a cura di Pier Luigi Ballini, Rubbettino, Soveria Mannelli, 2011.
- Geoffrey A. Haywood, Failure of a dream. Sidney Sonnino and the rise and fall of liberal Italy (1847-1922), Firenze, Olschki, 1999, ISBN 88-222-4753-1.

### Il contesto storico
I testi sul contesto storico in cui operò Sonnino sono numerosissimi. Qui si citano solo quei volumi da cui è stato ricavato un contributo per la realizzazione della voce.
- Antonio Salandra, La Neutralità Italiana (1914), Milano, Mondadori 1928.
- Antonio Salandra, L'Intervento (1915), Mondadori, Milano 1930.
- Giovanni Giolitti, Memorie della mia vita, Milano, M&B Publishing, 1999. ISBN 88-86083-71-8.
- Christopher Duggan, Creare la nazione. Vita di Francesco Crispi, Bari-Roma, Laterza, 2000. ISBN 88-420-6219-7
- Margaret Macmillan, Paris 1919. Six months that changed the world, New York, Random House, 2003 (Ed. Ital. Parigi 1919. Sei mesi che cambiarono il mondo, Milano, Mondadori, 2006). ISBN 88-04-55799-0
- Gianpaolo Ferraioli, Politica e diplomazia in Italia tra il XIX e XX secolo. Vita di Antonino di San Giuliano (1852-1914), Soveria Mannelli (Catanzaro), Rubbettino, 2007 ISBN 88-498-1697-9.